# 汉语量词
在现代汉语，量词（或称“分类词”）可与数词合用以指示事物的数量；也可与诸如“这”或“那”的指示词合用，以指示特定的事物。分类词是规范词素，即分类词本身并无任何含义，必须与一个名词或其它实词结合使用。每当名词需要在前面用数词或指示词限定时，两者之间必须要有分类词。用数词还是指示词是由说话者决定的，但如果两者都不使用，仅用一个光杆名词，此时即不用分类词。由数词、分类词、名词组成的短语（如“一个人”）称作“分类词短语”。有语言学家提出，分类词短语的使用可能比较少以语法为指导，而在说话者想要强调新的或是重要的信息时，更多地以文体或实际的强调点为指导。最后，除了这些用法，分类词还可以以多种方式使用。当分类词用在名词的后面而非前面，或者叠用的时候，分类词则可以表示复数或者泛指。
多数名词有与之相关的一个或多个分类词。举例来说，诸如桌子、纸、床、凳子之类的平面状物体用“张”作为分类词，而细长状的物体则用“条”作为分类词。说话者如何选择合适的分类词（引申来说就是名词如何归类）是有争议的问题。一些人提出，分类词和名词的配对基于名词固有的语义特征（例如所有“长”的物体共用一个特定的分类词是因为它们固有“长”的特征），而另有一些人则主张来自于更原型化的配对（例如“词典”的分类词来自于更一般的事物——“书”，其分类词是“本”）。在普通话中，除了这些特有的分类词之外，还有一个通用的分类词——“个”。“个”经常（但不总是）用来代替其它分类词。在非正式或是口头语言中，比起特定的分类词来说，母语者非常倾向于使用“个”这个分类词，即使他们被问到的时候也知道哪个分类词是“正确”的。最后，汉语中还有“不可数分类词”，即不是特定于任何一个物体的分类词。例如分类词“盒”，可以用于成盒的物体，比如“一盒电灯泡”或“一盒书”，就算这些名词有他们专用的分类词也是这样。总之，汉语有少则几十、多则几百个不同的分类词，其数量取决于计数的方法。而且名词和分类词的配对也是多种多样的，在不同的汉语方言中常常对同一个事物使用不同的分类词。
许多接近汉语的语言具有类似的分类词系统，引发了人们对汉语分类词系统起源的推测。远古汉语类似分类词的结构是重复名词本身，而不是使用单独的分类词。这种方式据证实早在公元前1400年就存在了，但是很长时间以后仍然没有出现真正意义上的分类词。起初，分类词和数词使用在名词的后面而非前面，可能在公元前500年以后才移动到名词之前。直到公元1100年左右，分类词的使用才成为汉语语法强制使用的词素。不同的名词与其特定的分类词关联的时间各不相同，最早的可能表示具有一定文化价值的事物，诸如“马”和“诗”之类。很多现在的分类词起初完全是名词，后来其语义逐渐淡化，有的词语最终就只作为分类词使用了。

## 使用

### 一般用法
在现代汉语中，数词并不能独立地为一个名词计数，而是依赖于分类词（通常称作“量词”）。如果名词的前面有数词、“这”和“那”这样的方位指示词，或是像“整”、“半”這樣的狀態指示詞，或者像“每”、“各”这样的数量词时，分类词必须直接出现在名词之前。因此，当用数词“一”或者指示词“这”限定名词“人”的时候，必须在“人”前面使用分类词“个”，即“一个人”、“这个人”。如果名词前面既有指示词，又有数词时，指示词优先。如果同时要用形容词修饰这个名词，那么形容词应该在分类词之后、名词之前。一般的分类词短语结构是：
指示词 – 数词 – 分类词 – 形容词 – 名词
 下面的表格给出了分类词短语常见类型的示例：
| 数词-分类词-名词 |       | 三 五 | 头 |           | 猫 牛 |
| 指示词-分类词-名词 | 这 那 |       | 头 |           | 猫 牛 |
| 数词-分类词* |       | 三 五 | 头 |           |       |
| 数词-分类词-形容词-名词 |       | 三 五 | 头 | 黑 大     | 猫 牛 |
| 指示词-数词-分类词-形容词-名词 | 这 那 | 三 五 | 头 | 黑 大     | 猫 牛 |
| 数词-分类词-形容词** |       | 三 五 | 头 | 黑的 大的 |       |
| * 仅当“猫”或“牛”的意思在语境中很明显时才这样说。例如“你有几只猫？”“我有三只。” ** 当形容词后面不跟名词时，形容词后必须用“的”。这种用法与分类词的存在无关。 |       |       |    |           |       |

另一方面，当名词既没有用数词也没有用指示词限定的时候，就没有必要使用分类词。例如，“三辆车”有分类词“辆”，但是“我的车”就没有分类词。此外，汉语中常常不需要用数词和指示词，所以说话的人可以不使用它们，因此就不必使用分类词了。例如，“张三变成了一棵树”和“张三变成了树”这两种说法都是可以接受的。

### 特殊用法

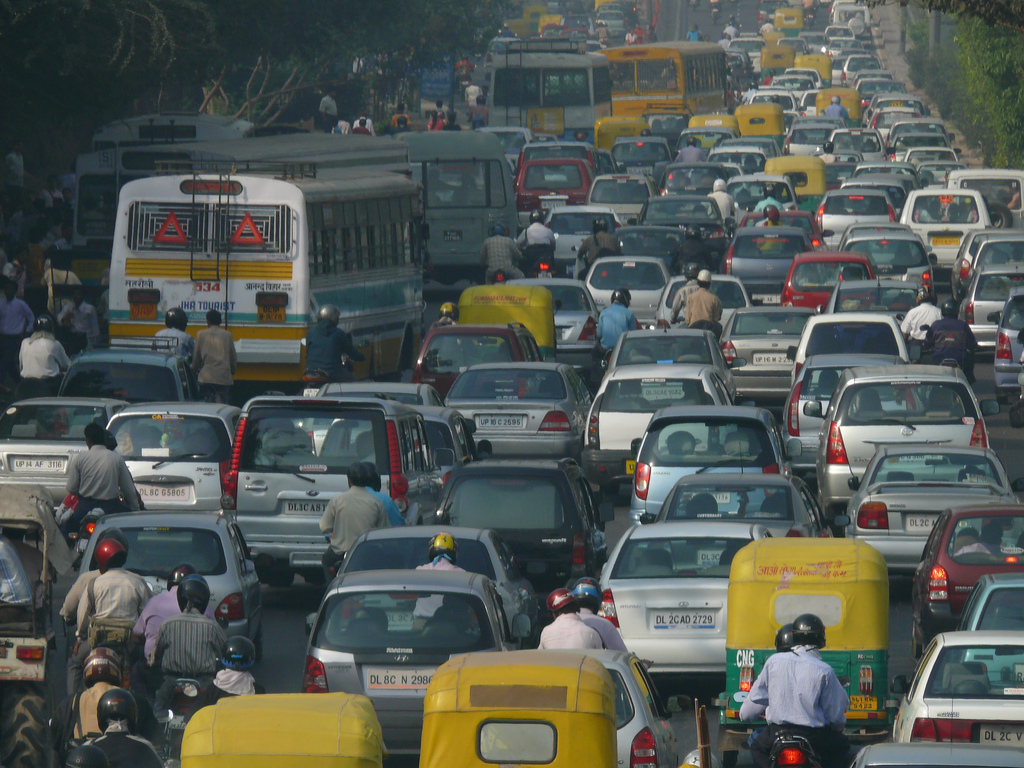
“车辆”这个说法就是分类词位于名词之后，可以泛指路上的车。

除了用于数词和指示词对名词的限定外，分类词还有一些其它的功能：
1. 当分类词位于名词后面时，有复数或是泛指之意。例如“书本”可以泛指“书”（例如在书架上或者图书馆里），而标准结构的分类词短语“一本书”则明确表示“书”的数量是一[6]。
2. 许多分类词可以叠用，表示“每”之意。例如，“座座房屋”的“座座”表示“每座”之意，“他说的话句句都很对”的“句句”表示“每句”之意[7]。
3. 分类词组合数词“一”而用在名词之后，可以表示“所有”、“整个”，或是“满满都是”之意[8]。例如“天空一片蓝”表示“天空整个都是蓝色”之意。其中的分类词“片”不是用于“蓝”，而是用于“天空”[note 2]。

## 类型
绝大多数分类词用来对名词计数或分类。分类词更细分为“可数分类词”和“不可数分类词”。在日常会话中，人们常常用“量词”这个词语涵盖所有的可数分类词和不可数分类词（真正的量词）。分类词的分类方式有多种。具体而言，不同方式的分类在含义、被限定词的种类，以及语法行为上都表现出不同。
汉语有大量的名词分类词。对普通话名词分类词数量的估计有很多，范围从“几十个”或者“大约50个”到超过900个不等。之所以估计的差别如此之大，是因为有些估计包含了所有类型的分类词，而另一些仅包含可数分类词，而且也因为随着时间的推进，分类词组成的方式发生了改变。目前，常规的词典包含120到150个分类词；包含8822个词语的《汉语水平词汇与汉字等级大纲》有81个分类词；由Gao Ming和Barbara Malt于2009年编辑的列表包含126个分类词。然而，日常非正式使用的分类词则少一些。语言学家Mary Erbaugh声称，在分类词的使用中，大约二十几个“核心分类词”占了大多数。分类词系统虽然作为一个整体，但非常复杂，以至于出版过一些专门的分类词词典
。

### 可数分类词与不可数分类词
在名词分类词中，语言学家逐渐在“可数分类词”与“不可数分类词”之间划了一条分界线。真正的“可数分类词”用于引出或计量单个的可数名词。有些语言中并无可数分类词，英语就是其中之一，所以可数分类词并不能直接翻译成英语，例如“一本书”翻译成英语是“one book”或者是“a book”，而并没有像汉语中“个”这样的分类词。此外，可数分类词不能用于不可数名词，例如不能说“五个泥”，因为“个”是可数分类词，而“泥”是不可数名词。对于这样的不可数名词，必须使用“不可数分类词”。
不可数分类词（真正的量词）并不像可数分类词那样从个体名词中提取出固有的属性。相反，它们将名词指示的事物混成可数的单位。因此，不可数分类词通常可以用于多个类型的名词。例如，不可数名词“盒”可以用于不可数名词“泥”（“一盒泥”），也可以用于可数名词“书”（“一盒书”），尽管“书”在单独计数的时候必须用另一个可数分类词“本”（“一本书”）。所有的语言都有不可数分类词，但是可数分类词仅在特定的“分类词语言”中才存在。英语中就只有不可数分类词，而没有可数分类词（除了一些特殊情况，例如“head of livestock”），例如“一个人”翻译成英语是“one person”或者“a person”（不带有可数分类词），而“一群人”翻译成英语是“a crowd of people”（带有可数分类词“crowd”）。
在不可数分类词的范围内，有人基于不可数分类词将名词组织成可数单位的方式加以分类不可数分类词，其中一个分类就是“计量单位”（也称作“标准量度”）。所有的语言都必须有计量单位以便计量事物。这个分类包括诸如“千米”、“升”、“磅”这些单位。就像其它分类词一样，这些单位也可以不跟名词，例如“三磅肉”和“三磅”都是可以接受的，而不能说“三个磅”。另外一些被提出的分类包括“集合”不可数分类词，用于不是很精确地聚集事物，例如“一群人”的“群”。“容器”不可数分类词用于按照盛放的容器来聚集事物，像“一碗粥”的“碗”，或者“一包糖”的“包”。
不可数分类词很普遍，而可数分类词仅存在于特定语言中。可数分类词和不可数分类词的区别可以描述为量化与分类。也就是说，不可数分类词“创造”了计量事物的单位（例如“盒”、“组”、“块”等），而可数分类词仅仅是“引出”已经存在的事物。多数词语既可以用可数分类词，又可以用不可数分类词。例如“比萨饼”既可以用可数分类词“张”（“一张比萨饼”），又可以用不可数分类词“块”（“一块比萨饼”）。可数分类词和不可数分类词除了语义上的不同，还有语法行为上的区别。例如，不可数分类词可能会被形容词修饰（就像“一大群人”），而可数分类词一般不能这么做（例如要用形容词“大”修饰“一个人”，应该说“一个大人”，而不是“一大个人”。此时“大”修饰的是名词“人”而不是分类词“个”）。另一个不同点则是可数分类词常常可能替换成“通用”的分类词——“个”，而含义不会有明显的改变。而不可数分类词不能替换。句法学家Lisa Cheng和Rint Sybesma指出，可数分类词和不可数分类词具有不同的底层句法结构。可数分类词构成“分类词短语”，而不可数分类词只构成一种關係子句，它仅仅是“像”分类词短语而已。然而，可数分类词和不可数分类词并不是区分得很明显。有的语言学家提出两者之间并无功能上的不同。它们假定，“可数分类词”和“不可数分类词”是一个连续体的两个极端，而大部分分类词落在两者之间的某处。

### 动词分类词
有一类分类词叫做“动词分类词”，用于计算动作或事件发生的次数，而不是物体数。动词分类词至少包括“次”、“遍”、“回”、“下”等，它们大致都是用来计量“次数”。例如“我去过三次北京”这句话就用了所谓的动词分类词“次”。然而，超越这些仅用于动词的分类词来说，将分类词分成“动词分类词”和“名词分类词”是有争议的。Qian Hu将“动词分类词”定义为“出现在数词名词短语中，其中心名词结合了一个动作或事件”。Charles Li和Sandra Thompson的《普通话参考语法》中，动词分类词在本质上被列为与名词分类词相同。例如，“场”是一个可以用于任何事件的通用的动词分类词，在使用“场”的所用示例中，其使用方式都和名词分类词相同。

## 与名词的关系
不同的分类词常常对应于不同的特定名词。例如，“书”的分类词通常用“本”，平面状物体用“张”，动物用“只”，机器用“台”，大的建筑物或山峰用“座”，等等。在这些类别当中还会细分——尽管大部分动物都用“只”作为分类词，然而牲畜的分类词用“头”，形状长且灵活的动物用“条”，马的分类词用“匹”。同样，尽管长且软的物体（如绳子）用“条”作为分类词，但长且硬的物体（如棍子）则用“根”，除非还是圆柱形的（如钢笔或香烟）则用“支”或“枝”作为分类词。不同的分类词其特定性也有区别：某些分类词（例如“朵”）一般只用于一种事物（花），而另一些的使用限制则少的多（例如“条”用于长且软的一维物体，也可以用于抽象的事物，如新闻）。此外，名词和分类词之间并没有一一对应的关系。同一个名词在不同的情况下可以与不同的分类词对应。控制分类词与名词对应的特定因素，是语言学家之间有争议的问题。

### 分类理论与原型理论
虽然不可数分类词并不和名词之间承担语义关系（例如“盒”和“书”之间没有含义上的关系，但是人们仍然可以说“一盒书”），但可数名词和名词间是有语义关系的。然而，这种关系的确切性质并不确定，因为分类词组织和分类事物的方式太多种多样。这种语义关系可以松散归纳成“分类”理论和“原型”理论。“分类”理论提出，可数分类词与名词相搭配仅仅是基于物体的固有特征（如长度或尺寸）；而“原型”理论提出，人们学习着把每个可数分类词与一个特定的原型物体搭配，然后和这个原型相似的物体搭配。
分类理论是“传统”的分类词理论。在这种理论中，每个分类词代表一组条件下的一个分类。例如，分类词“条”代表的分类符合“长、细、一维”这样几个条件，而且使用某个分类词的名词必须符合这个分类词代表的分类中所有的条件。一些可数分类词的语义分类包括形状（长、平、圆）、尺寸（大、小）、硬度（软、硬）、生命度（人、动物、其他物体），以及功能（工具、车辆、机器等）。
另一方面，原型理论的支持者认为，可数分类词并无固有的定义，而是与一个名词相关，而这个名词是此类中的一个原型。与这个原型具有“家族相似性”的名词会倾向于使用同一个分类词。例如，马的分类词是“匹”，“匹”在现代汉语中本身没有含义。然而，看起来像马的动物常常也会用“匹”作为分类词，并且据发现，被描述的动物和马越接近，母语者就越可能用“匹”作分类词。此外，不符合语义类型“标准”的名词仍可能使用此分类的分类词，因为通过这些词可以联想到这个原型。例如，分类词“颗”用于小且圆的物体，像“一颗子弹”。后来，当“原子弹”这样的词引进汉语之后，也会用“颗”作为分类词，尽管原子弹既不小也不圆。因此，这个量词肯定是因为对“子弹”这个“原型”的联想而指派给“原子弹”使用的。Erbaugh提出，当小孩学习可数分类词的时候，他们会分几个步骤：首先仅学习一个分类词与名词的配对（例如“一条裤子”）；然后将这个分类词用于和这个原型相似的其它名词上（例如“一条裙子”）；最后，他们会将这一组名词一般化，变成与这个分类词相结合的一组语义特征。这就是从原型“一般化”的一个例子。
有一些分类词与名词的配对具有随意性，至少现代的说话者说这些分类词的时候似乎并没有语义上的使用动机。例如，分类词“部”可以用于电影和小说，但也可以用于汽车和电话。一部分这样的随意性可能是由于语言学家James Tai提出的“僵化”现象——经过历史的变迁，可数分类词因为“僵化”而丧失了它的含义。例如，用于马的分类词“匹”在今天就没有任何含义，但在文言文中可能指的是“两匹马组成的一对”，或者一对马骨架，或者一匹马和一个人组成的一对。随意性也可能来源于有些分类词是随名词而借来的。它们可能从一个对此分类词具有明确解释的方言借到一个没有明确解释的方言。在以上两种情况中，人们会记住分类词的特定“原型”名词（例如“马”），而非理解它所代表的语义分类。因此，随意性被用作支持分类词原型理论的一个论据。Gao和Malt指出分类理论和原型理论都是正确的。在他们的观点中，有些分类词构成了“定义良好的分类”，而另一些则构成了“原型分类”，还有一些则具有相对的随意性。

### “个”化
除了以上提到的大量的“专用”可数分类词之外，汉语普通话中还有一个“通用”分类词——“个”。这个分类词可以用于人、一些抽象的概念，以及其它没有专用分类词的事物（如汉堡包），并且也可能用于代替“张”、“条”之类的专用分类词，尤其在非正式语言中。人们已经注意到，早在二十世纪四十年代，“个”的使用就在增加，而且有代替专用分类词的普遍趋势。许多研究报告表明，无论是成人还是孩子，当它们不知道合适的可数量词，甚至即使知道但说得快且不正式的时候，他们都倾向于使用“个”作为分类词。专用分类词被通用分类词“个”所代替的现象被称为“量词（分类词）个化”。虽然普通人的语言中“个化”现象也很频繁，但这种现象在小孩和语言有障碍（大脑中与语言相关的区域有损害）的人中尤其明显。有报告指出，大多数讲汉语的人知道他们所说的话中名词的专用分类词，他们当被问起的时候也相信这些专用分类词是必须使用的，但是虽然如此，他们还是在说话中无意识地使用“个”作为分类词。其结果是，在日常语言中，通用分类词比专用分类词的使用“频繁上百倍”。
虽然如此，“个”并没有完全代替其它可数分类词，而且有很多情况下并不适合用“个”代替所需的专用分类词。可能在有一些模式中专用分类词可以被“个化”为通用分类词，而另一些模式中则不可以“个化”。尤其是那些在所在分类中最具原型特征的词，例如表示“平面状/方形”意义的分类词“张”，其分类中的名词“纸”就不太可能使用通用分类词。

### 使用中的多样性
并不是每个名词都仅对应于一个分类词。在不同的方言和不同的说话者之间，对同一个名词使用的分类词是多种多样的，而且说话者往往不能在“哪个分类词是最好的”这一问题上达成一致。例如，对于车的分类词，有人用“部”，有人用“台”，还有人用“辆”，而在广州话中则用“架”。甚至在一种方言或是一个人说的话中，对同一个名词也可能用不同的分类词。这取决于一个人说话的风格，或者这个人在表达中的细微差别（例如，分类词可能反映出说话者对所说事物的判断或观点）。就拿“人”举例来说，一般会用分类词“个”。但当计算家庭中的人时则用“口”，当特别礼貌或尊敬的时候则用“位”，在正式、书面的语境中则常用“名”；同样地，可以使用量词来表达“多个人”，如“一群人”或“一帮人”：“一群人”是中性的，而“一帮人”则暗指这些人不守规矩或者别人觉得他们不好。
有些可数分类词也可以用于通常不相关的名词，用于表达出隐喻的效果，例如“一堆烦恼”。最后，同一个名词使用不同的可数分类词可能表达出完全不同的含义。事实上，不同的分类词甚至可能影响名词的含义。举例来说，“三节课”的意思是“三个课时”（如“今天我上了三节课。”），而“三门课”的意思是“三个科目”（例如“这学期我选了三门课。”），虽然两者都是使用同一个名词“课”。

## 使用目的
在关于分类词系统（尤其是汉语分类词）的研究中，有人提出问题：可数分类词（相对于不可数分类词）为什么存在？不可数分类词之所以存在，是因为它们是计算不可数名词的唯一方式，不可数名词并不能自然地分成某种单位（例如表达“三堆泥”的意思时，“堆”不可或缺，因为它表达了不可数的“泥”的单位）。而另一方面，可数分类词并没有固有的强制性，多数语言都没有可数分类词。此外，可数名词的“使用频率出乎意料的低”。在许多情况下，说话者会避免使用专用分类词，而是使用光杆名词（不用数词或分类词）或者使用通用分类词“个”。语言学家和类型学家，诸如约瑟·哈罗德·格林伯格提出，专用的可数分类词在语义上是“冗余”的，它们重复了名词中表达的信息。然而，可数分类词可以用于文体上的目的，也能够在使用含糊不清或模棱两可的名词时，使名词的含义更清晰或得到限制。例如，名词“课”可以指上课的科目，也可以指课时，取决于使用分类词“门”还是“节”。
关于可数分类词的存在还提出过另一种解释，就是可数分类词更多地用于认知目的而不是实用目的。换句话说，可数分类词为说话者提供了一种语言方法，让人能够组织或认知实际事物。另一个理由是，可数名词提供了讲述和运用语言的功能（人们之间交往时的交流功能），而不是在思想中的抽象功能。特别是，有人提出可数分类词可能在讲话中用于标记一种新的或者不常见的事物，引出故事或交谈中的主要角色，或者用于强调重要的信息或事物，让它们凸显出来。按这种解释，可数分类词可能不是提供语法或认知功能，而是在交流中帮助说话者标记重要信息，使其更显著，并引起他人的注意。

## 历史

### 分类词短语

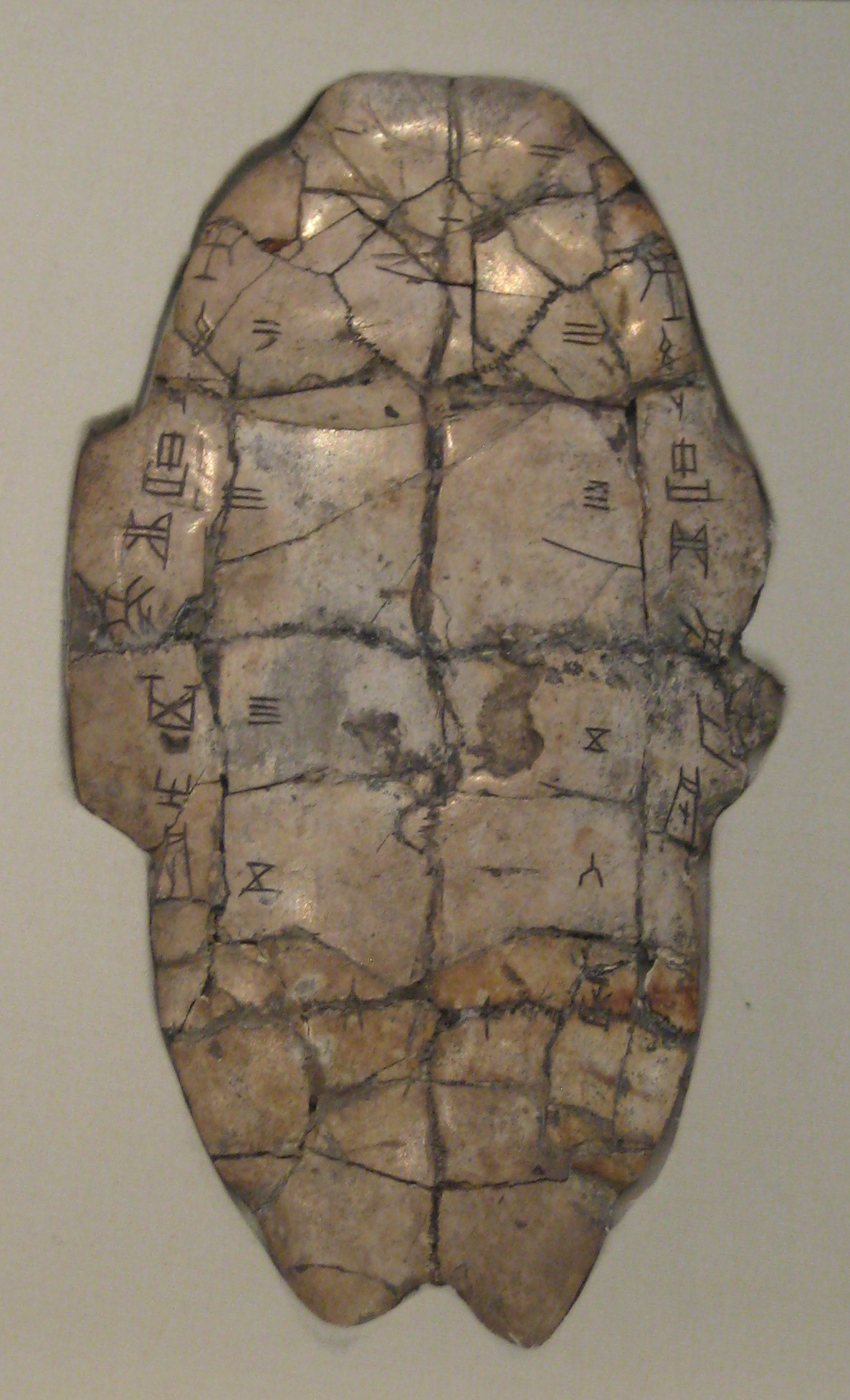
商代甲骨文。这些刻字提供了最早的数词短语示例。汉语分类词即有可能是由这样的数词短语最终产生的。

历史语言学家发现，在分类词出现之前，包括名词和数词的短语在上古汉语和中古汉语期间经历了多次结构变化。最早的形式可能是“数词-名词”（形如“五马”）或者“名词-数词”（形如“马五”）。这两种形式都被证实存在于前上古汉语（约公元前1400年至公元前1000年）的甲骨文中。第一种类似于分类词的结构是“名词-数词-名词”结构。这种结构也存在于前上古汉语中，但是不如“数词-名词”普遍。在这样的结构中，有时候两个名词是相同的（“名词甲-数词-名词甲”结构，形如“马五马”），而另一些中的两个名词不同，但在语义上相关（“名词甲-数词-名词乙”）。根据一些历史语言学家的研究，这种结构中的“名词乙”可视为可数分类词的早期形式，曾被称为“反响型分类词”，然而这种推测并没有被普遍赞同。虽然真正的可数分类词还没有出现，但是不可数分类词此时已经普遍使用了。其形式为“名词-数词-分类词”（例如“酒六酉”，“酉”是一种酒容器）。这样的例子表明，不可数分类词比可数分类词的出现早了几个世纪，尽管其词语的顺序与今天的不同。
可数分类词可能由这种结构起源，并在“名词-数词-名词”结构中代替了第二个名词的位置，形成了“名词-数词-分类词”结构。也就是说，例如“马五马”这样的结构可能被“马五[分类词]”这样的结构代替，其原因可能是文体上的，比如避免重复。可数分类词出现的另一个原因可能是防止仅使用不可数分类词造成的混淆或歧义。例如，当某人提到一个事物时，需要表明提到的是单个事物还是一个计量单位的事物。
历史学家认为，在历史上的某个时期，词语的顺序发生了转换，将名词从开头换到了结尾，变成了像现在这样的结构——“数词-分类词-名词”。根据历史学家Alain Peyraube的研究，这种结构（虽然其中的分类词是不可数分类词，而不是可数分类词）最早出现于古汉语晚期（约公元前500年至公元前200年）。这时，“名词-数词-不可数分类词”结构中的“数词-不可数分类词”这个部分有时会被换到名词之前。Peyraube推测，这种现象之所以会发生，是因为这一部分结构逐渐被重新解释为名词的修饰语（就像形容词一样），而不是像一开始那样解释为简单的重复。因为汉语逐渐把修饰语提到了被修饰语之前，这种转换也随着这种重新解释而被促进了。在公元后的早期，位于“分类词位置”的名词开始丧失它们本身的含义，而变成真正的分类词。对于分类词发展最快的时期则有多种估计：王力认为主要发展时期是在汉代（公元前206年至公元220年），而刘世儒推测是在南北朝时期（公元420年至589年），Peyraube选择唐朝（公元618年至907年）。王连清认为不管如何发展，这种结构直到11世纪左右才逐渐变成强制性的汉语结构。
许多与汉语临近的语言和语群（如越南语和壮傣语支）的分类词系统和汉语的分类词系统无论是在语法结构上，还是事物属性组合在一起的方式都很相似。因此在许多问题上都有争议，比如究竟是哪种语言或语群首先发展出了分类词，哪些语言中的分类词是从其它语言借来的，或者是否这些语言中的分类词系统都是在历史长河中通过不断的语言接触独立发展而来的。

### 用作分类词的词语
现代汉语中的可数分类词大多来源于古代汉语中的名词，然后逐渐语法化，变为规范词素。换句话说，可数分类词倾向于来自曾具有特定含义的词语，不过后来丢失了其含义（这个过程称作“语义脱落”）。然而，许多可数分类词仍然具有独立作为名词的相关形式，例如分类词“带”用于长的带状物体。同时“带”也可以用作名词，意思是“带子”。其实，大多数分类词可以用作像名词这样的其它词类。另一方面，不可数分类词在含义上比可数分类词更加透明。虽然一些可数分类词有一些历史上的含义，但是不可数分类词则仍然是成熟的名词。例如分类词“杯”，既可以用作分类词（如“一杯茶”），也可以用作名词（如“酒杯”）。
可能并非每个名词都需要可数分类词。在汉语的许多历史时期，分类词的使用并不是强制性的，而且分类词在幸存至今的著作中并不常见。各个名词获得分类词的时间各不相同，一些首次记载使用的分类词是关于货物的，既用于商品，也用于故事讲述。因此，第一批拥有可数分类词的名词可能代表着具有“文化价值”的事物，例如马、书卷，或是士人。这些事物的特殊地位在今天依然明显：许多仅能与一两个名词搭配的分类词，诸如马的分类词“匹”，以及歌或诗的分类词“首”，都用于“有价值”的事物。这样的分类词占当今汉语分类词中高达三分之一的比例。
直到20世纪，分类词才得到官方承认，成为一种词类。最早讨论分类词的现代著作是马建忠写于1898年的《马氏文通》。从那时起，直到二十世纪四十年代，马建忠、王力、黎锦熙都将分类词当作一种“表达数量”的名词。第一个将分类词视为独立词类的是吕叔湘。他在写于二十世纪四十年代的《中国文法要略》中将分类词称作“单位词”，最终在《语法学习》中称作“量词”。他之所以将分类词区分开来，是基于分类词语义弱化的事实，并且分类词可以直接和一个数词合用，而真正的名词如果要与数词合用时需要在之间加入“量词”。从那以后，分类词的更多名称被提出来了：高名凯把它们叫做“助名词”，Lu Wangdao称它们为“计标”，而日本语言学家宫胁剑之助称它们为“陪伴词”。在中华人民共和国于1954年所采用的暂拟汉语教学语法系统中，吕叔湘的“量词”被接受为分类词的中国官方名称。这个名称在今天仍然被普遍使用。

### 通用分类词
历史上，“个”并不总是作为通用的分类词。一些人相信，“个”最初指的是竹子的茎，然后逐渐扩展其用途，成为一个分类词，用于许多具有“垂直的、个体的，（或者）直立特性”的东西，最终因为它频繁地用于普通的名词，变成了一个通用分类词。“个”这个分类词其实结合了三个同音异形字——“个”、“個”、“箇”。历史语言学家王连清证明，这三个字其实起源于不同的词语，并且只有“箇”的原始含义才是“竹茎”。她指出，“个”在早期用作通用分类词，可能来源于字形相似的“介”，而“介”是最早的通用分类词之一。随后，“箇”与“介”合并，因为它们具有相似的发音和含义（二者都用作通用分类词）。同样地，她指出“個”也是一个独立的词（其含义是“偏袒”或者“成为单独的部分”），后来也和“个”合并了，其原因与“箇”相同。她还指出，早在汉代的时候，“個”就被“创造”出来代替“个”。
“个”在汉语历史上也并不是唯一的通用分类词。前面提到的“介”在秦朝以前就用作通用分类词了。它最初用来指示一串连接起来的贝壳或衣服中单独的一个，最终变成用于“单个”物体（相对于成对或成组的物体）的分类词。另一个通用分类词是“枚”，最初指的是小树枝。因为小树枝用来计数，所以“枚”变成了一个计数用的词。任何事物，包括人，都可以用“一枚、二枚”来计数。在南北朝时期（公元420至589年），“枚”普遍用作分类词，然而今天它不再是一个通用的分类词，变得很少使用，仅用于钉子和徽章等物体。Kathleen Ahrens指出，在普通话中用于动物的分类词“只”，在台湾话中则是另一个通用分类词，并有可能在台湾国语中变成通用分类词。

### 多样性
北方方言比南方方言更倾向于拥有较少的分类词。在东干语中，“个”是唯一的分类词。在某些方言中，所有名词可能会只有一个分类词，诸如上海话、官话山西方言、某些山东方言。某些方言中人的分类词是“只”（而不是“个”），诸如闽北语、某些湘语方言、客家话，以及粤语。
也有借自外語的分類詞，例如在臺灣，除了「輛」以外，也會用「臺」作為車的分類詞，便是借自日語。

### 出处
1. ↑  Li & Thompson 1981，第104頁
2. ↑  Hu 1993，第13頁
3. ↑  这些示例采用自Hu (1993，第13頁)、Erbaugh (1986，第403–404頁)，以及Li & Thompson (1981，第104–105頁)
4. ↑  Zhang 2007，第47頁
5. ↑  Li 2000，第1119頁
6. ↑  Li & Thompson 1981，第82頁
7. ↑  Li & Thompson 1981，第34–35頁
8. ↑  Li & Thompson 1981，第111頁
9. ↑  Hu 1993，第9頁
10. 1 2  Li 2000，第1116頁；Hu 1993，第7頁；Wang 1994，第22, 24–25頁；He 2001，第8頁。也见于Fang & Connelly (2008)以及多数中国教科书中的介绍。
11. ↑  Li & Thompson 1981，第105頁
12. ↑  Chao 1968，section 7.9
13. 1 2 3  Zhang 2007，第44頁
14. ↑  Erbaugh 1986，第403頁; Fang & Connelly 2008，第ix頁
15. ↑  He 2001，第234頁
16. 1 2  Gao & Malt 2009，第1133頁
17. 1 2  Erbaugh 1986，第403頁
18. ↑  Erbaugh 1986，第404頁
19. 1 2 3  Tai 1994，第3頁; Allan 1997，第285–86頁; Wang 1994，第1頁
20. ↑  Ahrens 1994，第239, note 3頁
21. ↑  Li & Thompson 1981，第105頁; Zhang 2007，第44頁; Erbaugh 1986，第118, note 5頁
22. ↑  Li & Thompson 1981，第105–107頁
23. ↑  Erbaugh 1986，第118, note 5頁; Hu 1993，第9頁
24. ↑  Erbaugh 1986，第118, note 5頁; Li & Thompson 1981，第107–109頁
25. ↑  Cheng & Sybesma 1998，第3頁; Tai 1994，第2頁
26. ↑  Wang 1994，第27–36頁; Cheng & Sybesma 1998
27. ↑  Cheng & Sybesma 1998，第3–5頁
28. ↑  Wang 1994，第29–30頁
29. 1 2  Cheng & Sybesma 1998
30. ↑  Ahrens 1994，第239, note 5頁; Wang 1994，第26–27, 37–48頁
31. ↑  He 2001，第42, 44頁
32. ↑  Zhang 2007，第44頁; Li & Thompson 1981，第110頁; Fang & Connelly 2008，第x頁
33. ↑  He 2001，第30頁
34. ↑  Hu 1993，第7頁
35. ↑  Li & Thompson 1981，第110頁
36. ↑  Tai 1994，第8頁
37. ↑  Tai 1994，第7–9頁; Tai & Wang 1990
38. ↑  Erbaugh 1986，第111頁
39. ↑  He 2001，第239頁
40. ↑  Tai 1994，第3–5頁; Ahrens 1994，第208–12頁
41. ↑  Tai 1994，第3頁; Ahrens 1994，第209–10頁
42. ↑  Tai 1994，第5頁; Allan 1977
43. ↑  Hu 1993，第1頁
44. 1 2  Tai 1994，第12頁
45. ↑  Zhang 2007，第46–47頁
46. ↑  Erbaugh 1986，第415頁
47. ↑  Hu 1993，第1頁; Tai 1994，第13頁; Zhang 2007，第55–56頁
48. ↑  Zhang 2007，第55–56頁
49. ↑  Gao & Malt 2009，第1134頁
50. ↑  Morev 2000，第79頁
51. ↑  Wang 1994，第172–73頁
52. ↑  Tai 1994，第15, note 7頁
53. 1 2  Tai 1994，第13頁
54. ↑  Gao & Malt 2009，第1133–4頁
55. ↑  Hu 1993，第12頁
56. 1 2  Tzeng, Chen & Hung 1991，第193頁
57. ↑  Zhang 2007，第57頁
58. ↑  Ahrens 1994，第212頁
59. ↑  He 2001，第165頁
60. ↑  Erbaugh 1986; Hu 1993
61. ↑  Ahrens 1994，第227–32頁
62. ↑  Tzeng, Chen & Hung 1991
63. ↑  Erbaugh 1986，第404–406頁; Ahrens 1994，第202–203頁
64. ↑  Erbaugh 1986，第404–406頁
65. ↑  Ahrens 1994
66. ↑  Zhang 2007，第53頁
67. 1 2  Zhang 2007，第52頁
68. ↑  Tai 1994; Erbaugh 2000，第34–35頁
69. ↑  He 2001，第237頁
70. ↑  Fang & Connelly 2008，第ix頁; Zhang 2007，第53–54頁
71. ↑  He 2001，第242頁
72. 1 2  Shie 2003，第76頁
73. ↑  Erbaugh 2000，第34頁
74. 1 2  Erbaugh 2000，第425–26頁; Li 2000
75. ↑  Zhang 2007，第51頁
76. ↑  Zhang 2007，第51–52頁
77. 1 2  Erbaugh 1986，第425–6頁
78. ↑  Sun 1988，第298頁
79. ↑  Li 2000
80. ↑  Peyraube 1991，第107頁; Morev 2000，第78–79頁
81. 1 2  Peyraube 1991，第108頁
82. ↑  Peyraube 1991，第110頁; Wang 1994，第171–72頁
83. ↑  Morev 2000，第78–79頁
84. ↑  Wang 1994，第172頁
85. ↑  Peyraube 1991，第106頁; Morev 2000，第78–79頁
86. 1 2  He 2001，第3頁
87. ↑  Wang 1994，第2, 17頁
88. ↑  Peyraube 1991，第111–17頁
89. ↑  Wang 1994，第3頁
90. ↑  Erbaugh 1986，第401頁; Wang 1994，第2頁
91. ↑  Shie 2003，第76頁; Wang 1994，第113–14; 172–73頁
92. ↑  Peyraube 1991，第116頁
93. ↑  Gao & Malt 2009，第1130頁
94. ↑  Chien, Lust & Chiang 2003，第92頁
95. ↑  Peyraube 1991; Erbaugh 1986，第401頁
96. ↑  Erbaugh 1986，第401頁
97. ↑  Erbaugh 1986，第401, 403, 428頁
98. ↑  He 2001，第2頁
99. ↑  He 2001，第4頁
100. ↑  He 2001，第5–6頁
101. ↑  He 2001，第7頁
102. ↑  Erbaugh 1986，第430頁
103. ↑  Erbaugh 1986，第428–30頁; Ahrens 1994，第205頁
104. 1 2  Wang 1994，第114–15頁
105. ↑  Wang 1994，第95頁
106. ↑  Wang 1994，第115–16; 158頁
107. ↑  Wang 1994，第93–95頁
108. ↑  Wang 1994，第155–7頁
109. ↑  Erbaugh 1986，第428頁
110. ↑  Ahrens 1994，第206頁
111. ↑  Graham Thurgood, Randy J. LaPolla. Graham Thurgood, Randy J. LaPolla , 编. . Volume 3 of Routledge language family series illustrated. Psychology Press. 2003: 85  [2012-03-10]. ISBN 0-7007-1129-5. 一般，南方方言中的分类词数量比北方方言多很多。越往北，分类词的数量就越少。在中亚地区使用的东干语（一种甘肃方言）只有一个分类词——“个”。而且这个分类词在甘肃兰州的方言中也几乎覆盖了所有名词。在许多山西方言，某些山东方言，甚至是吴语上海方言以及普通话中，均或多或少地发现了所有名词都用通用分类词“个”的趋势。为个别名词选用的分类词在每种方言中也各有不同。例如，虽然很多方言中用于人的首选分类词都是“个”或者其同源词，然而在客家话、广西及广东西部的粤语、闽北语，以及湖南的某些湘语中，“只”也普遍用作人的分类词。

### 书目
- Ahrens, Kathleen. . Journal of Chinese Linguistics. 1994, 2: 202–247.
- Allan, Keith. . Language (Linguistic Society of America). 1977, 53 (2): 285–311. JSTOR 413103. doi:10.2307/413103.
- Biq, Yung-O. . Language and Linguistics. 2002, 3 (3): 521–42.
- 赵, 元任. . Berkeley: University of California Press. 1968.
- Cheng, Lisa L.-S.; Sybesma, Rint. . Tsing Hua Journal of Chinese Studies. 1998, 28 (3).
- Cheng, Lisa L.-S.; Sybesma, Rint. . Guglielmo Cinque, Richard S. Kayne  (编). . Oxford University Press. 2005. ISBN 0-19-513650-0.
- Chien, Yu-Chin; Lust, Barbara; Chiang, Chi-Pang. . Journal of East Asian Linguistics. 2003, 12: 91–120. doi:10.1023/A:1022401006521.
- Erbaugh, Mary S. . Colette Craig  (编). . J. Benjamins. 1986. 399–436. ISBN 978-0-915027-33-0.
- Erbaugh, Mary S. . 33rd International Conference on Sino-Tibetan Languages and Linguistics. 2000.
- Fang, Jiqing; Connelly, Michael. . Boston: Cheng & Tsui. 2008. ISBN 0-88727-632-6.
- Gao, Ming; Malt, Barbara. . Language and Cognitive Processes. 2009, 24 (7/8).
- 何, 杰.  2nd. Beijing: 民族出版社. 2001. ISBN 978-7-105-04714-7.
- Hu, Qian.  (学位论文). Boston University. 1993.
- Li, Charles N.; Thompson, Sandra A. . Los Angeles: University of California Press. 1981. ISBN 978-0-520-06610-6.
- Li, Wendan. . Journal of Pragmatics. 2000, 32 (8): 1113–1133. doi:10.1016/S0378-2166(99)00086-7.
- Morev, Lev.  (PDF). The Mon-Khmer Studies Journal. 2000, 30: 75–82.
- Peyraube, Alain. . Clancy, Patricia Marie; Thompson, Sandra A.  (编). . Linguistics 3. 1991: 106–126.
- Shie, Jian-Shiung.  (PDF). Journal of Da-Yeh University. 2003, 12 (2): 73–83.
- Sun, Chaofen. . Journal of Chinese Linguistics. 1988, 2 (2): 298–322. JSTOR 23757862.
- T'sou, Benjamin K.  (PDF). . Austroasiatic Studies Part II. University of Hawai'i Press. 1976: 1215–1247.
- Tai, James H.-Y. . Wang, Willian S.-Y.; Chen, M. Y.; Tzeng, Ovid J.L.  (编). . Taipei: Pyramid Press. 1994: 479–494. ISBN 978-957-9268-55-4.
- Tai, James H.-Y.; 王, 连清. . Journal of the Chinese Language Teachers Association. 1990, 25: 35–56.
- 王, 连清.  (学位论文). Ohio State University. 1994. （原始内容存档于2019-07-11）.
- Zhang, Hong. . Journal of East Asian Linguistics. 2007, 16: 43–59. S2CID 121440461. doi:10.1007/s10831-006-9006-9.